# Beders
Beders coneguda antigament com a Badés o Bedés és situada a 1.085 metres d'altitud i és una entitat de població pertanyent al municipi de Bellver de Cerdanya, situat a la vall de les serres de Quera i Baltarga al Pirineu català, comarca de la Cerdanya, vegueria del Pirineu (Catalunya).

## Població
L'any 2021 tenia 40 habitants.

## Llocs d'interès
- Església romànica de Santa Cecília del segle xii, nomenada a l'Acta de consagració de la catedral d'Urgell al final del segle X i a l'Acta de consagració de l'Església de Sant Andreu de Baltarga a l'any 891.
- Torre de Cadell, també nomenada d'en Cadell, és una casa forta ubicada una mica fora del nucli urbà on va néixer la nissaga dels Cadells, barons d'Arànser i després senyor d'Espirà de Conflent.

## Història
El seu nom prové del basc, sent una derivació de Bide Orri  que significa lloc o poble a prop del camí. S'han trobat documents datats de l'any 968 als quals es denominava a aquesta població Biterris .

## Festes i tradicions
La festa major se celebra de segon diumenge de setembre